# Universidade de Asmara
A Universidade de Asmara foi a primeira Universidade da Eritreia, criada em 1958.
Se localiza na capital do pais, Asmara.
Em 2002 a Universidade parou de receber estudantes, e no mesmo ano encerrou seu funcionamento.